# Harald Reumel
Harald Reumel, bijnaam Brammerloo (26 december 1942), is een Surinaams oud-voetballer. Hij speelde voor The Goal Getters en SV Transvaal en in het Surinaams voetbalelftal. Hij won met SV Transvaal zes landstitels en twee CONCACAF Champions Cups en was topscorer in de competitie van 1966.

## Carrière
Reumel begon in 1961 met voetballen bij The Goal Getters (TGG) uit Moengo en vertrok in 1963 naar SV Transvaal uit Paramaribo. Daar werd hij een van de drie spelers die van 1965 tot 1970 de competitie domineerden, samen met Roy Vanenburg en Edwin Schal, en wist zes landstitels te winnen. In het seizoen 1966 was Reumel de topscorer van de competitie. Hij hielp Transvaal zich te kwalificeren voor de CONCACAF Champions 'Cup van 1968 en de cup te winnen in 1973 en 1981.
Reumel maakte zijn debuut voor het Surinaams voetbalelftal op 13 oktober 1963 en speelde in de kwalificatiewedstrijden voor de Olympische Zomerspelen van 1964 en de WK van 1966. Ook speelde hij in 1966 mee tijdens de Coupe Duvalier in Port-au-Prince, Haïti.